# Колерењоне (Асколи Пичено)
Колерењоне (итал. Colleregnone) насеље је у Италији у округу Асколи Пичено, региону Марке.
Према процени из 2011. у насељу је живело 20 становника. Насеље се налази на надморској висини од 878 м.